# هنري جاي مولر
هنري جاي مولر (بالإنجليزية: Henry J. Muller)‏ هو عسكري أمريكي، ولد سنة( 1917 – 2022 م).